# Dysputa lipska

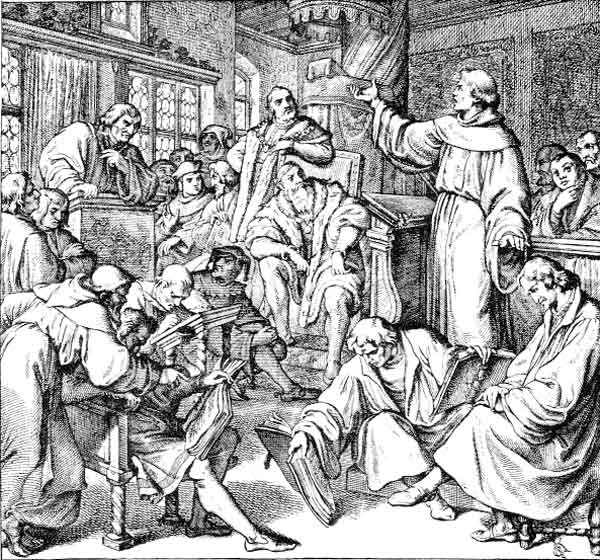
dysputa między Lutrem a Eckiem

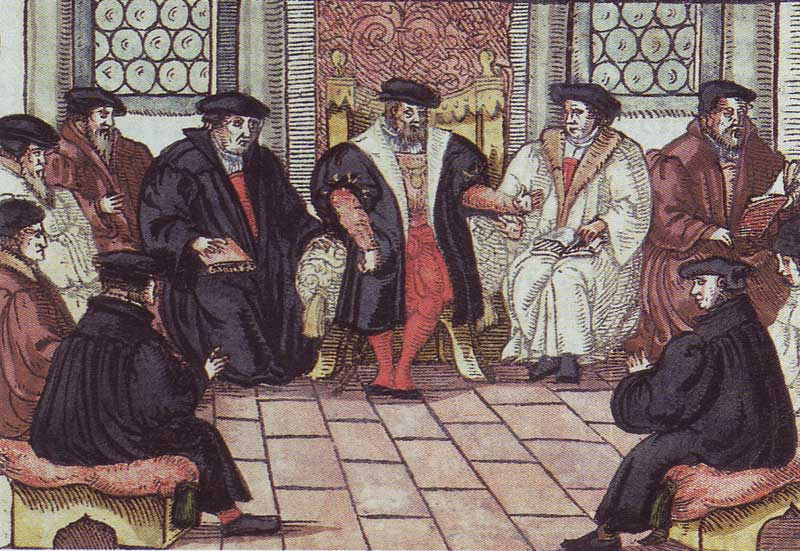

Dysputa lipska – akademicka dyskusja teologiczna przeprowadzona na dworze księcia saskiego Jerzego Brodatego w pałacu Pleißenburg w Lipsku w Niemczech między 27 czerwca a 16 lipca 1519, w której udział wzięli katolicki duchowny i legat papieski Johann Eck i zwolennicy reform kościoła, twórcy reformacji – Marcin Luter, Andreas Bodenstein (zwany Karlstadtem) i Filip Melanchton.
W dyspucie zaznaczyły się zasadnicze różnice między poglądami Ecka a Bodensteina w sprawie łaski Bożej i wolnej woli, a także – w drugiej fazie dysputy, pomiędzy Eckiem a Lutrem – w sprawie nieomylności soborów i prymatu papieskiego.
Rezultatem dysputy, którą obie strony uznały za swój sukces, było zaognienie się konfliktu pomiędzy zwolennikami Lutra a zwolennikami papieskiej koncepcji Kościoła.